# Иоганнес Лихтенштейнский
Иога́ннес Лихтенште́йнский (нем. Johannes von Liechtenstein; 6 января 1873, Вена — 3 сентября 1959, Холленег) — принц из дома Лихтенштейнов, сын Альфреда фон Лихтенштейна и Генриетты фон Лихтенштейн.

## Биография
Иоганн Лихтенштейнский родился 6 января 1873 года в Вене в семье принца Альфреда фон Лихтенштейна и его супруги Генриетты фон Лихтенштейн, дочери князя Алоиза II и Франциски Кински фон Вхиниц и Теттау.
После окончив средней школы в Вене, 7 октября 1890 года он поступил на военную службу в Императорский флот Австро-Венгрии в качестве кадета. В 1894 году он был произведен в чин кадета 2-го класса. На борту корвета SMS Said под командованием капитана Морица Сакса, он совершил дальнее плавание в Восточную Азию и Австралию. Он посетил порты Порт-Саид, Аден, Коломбо, Калькутта, Сингапур, Батавия и Мельбурн. Осенью 1898 года в Великобритании, в звании помощника офицера, он поднялся на борт нового эсминца SMS Cobra и вместе с SMS Boa прибыл на военно-морскую базу в Пуле, 6 декабря того же года.
Иоганнес Лихтенштейн прошёл специальную подготовку по ведению торпедной и минной войны и стал экспертом в этой области. 1 декабря 1901 года ему было присвоено звание лейтенанта линейного корабля. В 1902 и 1903 годах он принял участие в дальнем походе в Восточную Азию и на Дальний Восток на броненосном крейсере SMS Kaiser Karl VI. под командованием капитана Рихарда Дрегера. Он посетил такие порты, как Иокогама, Осака, Хакодате, Чемульпо, Далянь, а также главную базу российского Тихоокеанского флота — порт Владивостока.
С 1906 по 1909 год он занимал командную должность в Императорском  Дунайском флоте с главной базой в Будапеште. В Будапеште он был не только морским офицером, но и играл важную политическую роль, укрепляя связи австрийского императора с венгерским дворянством.
С 1912 по 1915 год служил морским атташе в Риме, затем был командующим флотом в Которе. Во время Первой мировой войны был участником переговоров с Италией при подписании перемирия в Вилла-Джусти. Осенью 1915 года он был уволен с дипломатической службы.
Вернувшись с дипломатической службы, он принял командование эсминцем SMS Wildfang, входившим в состав 4-й дивизии, торпедного флота базировавшийся в Которском заливе. С осени 1915 года по весну 1917 года он выполнял задачи, связанные с противолодочным патрулированием, сопровождением конвоев с припасами в Албанию,  поиском и спасением летающих лодок австро-венгерского воздушного корпуса K. u. K. Seeflugwesenkorps или установка мин или предоставление собственных тральщиков для разминирования минных полей. В ноябре 1916 года Йоханнес Лихтенштейн был повышен до звания капитана фрегата, а с весны 1917 года командовал эсминцем SMS Csepel.
В конце октября 1918 года, Иоганнесу Лихтенштейнскому было поручено представлять Императорский Кригсмарине на переговорах о перемирии с державами-победительницами. В последние дни существования Австро-Венгерской монархии, император Карл повысил принца Иоганна до звания капитана линейного корабля.
После окончания войны принц Иоганн жил попеременно в замке Холленегг и в Вене. Он работал в Имперском союзе австрийцев, где временно занимал должность председателя. В 1939 году при интронизации Пия XII, в Риме он представлял правящего князя Лихтенштейна Франца Иосифа II.
Скончался 3 сентября 1959 года в Холленеге в возрасте 86 лет.

## Семья
6 сентября 1906 года на графине Марии Габриэлле Андраши де Чиксенткирали и Краснахорка, у пары было 4 сыновей:
- Альфред Геза Лихтенштейнский (27 июня 1907 — 28 декабря 1991), 16 апреля 1932 года женился на Марии Лобковиц (1908—1974), дочери Фридриха фон Лобковица. Супруги имели 4 детей:
  - Мария Кристина Лихтенштейнская (2 февраля 1933 — 28 февраля 2009), 2 июля 1960 года вышла замуж за Роланда де Руа де Лединьян Сен-Мишель (1934—2017). Супруги развелись в 1973 году. У них родилось 3 детей.
  - Франц Геза Лихтенштейнский (род. 19 января 1935), 14 июня 1969 года женился на Лауре Мальвецци Кампеджи (1941—2011). У них родилось 4 детей.
  - Фридрих Эмануэль Лихтенштейнский (30 сентября 1937 — 20 декабря 2010), 8 января 1972 года женился на Анне-Марии Ортнер (род. 1948). У них родилось 2 сыновей.
  - Антон Флориан Лихтенштейнский (род. 21 апреля 1940), 29 июня 1968 года женился на Розмари Драйханн-Холения фон Зульцберг-ам-Штайнхоф (род. 1943). У них родилось 2 детей.
- Эмануэль Лихтенштейнский (22 октября 1908 — 18 октября 1987), женат не был. Детей не имел.
- Иоганнес Лихтенштейнский (18 мая 1910 — 22 января 1975), 16 ноября 1936 года женился на графине Каролине Ледебур-Вихельн (1912—1996), дочери Евгения фон Ледебур-Вихельна. Супруги имели 4 детей:
  - Мария Элеонора Лихтенштейнская (23 сентября 1937 — 8 июня 2002), замужем не была. Детей не имела.
  - Евгений Лихтенштейнский (род. 20 марта 1939), 27 июля 1968 года женился на графине Марии Терезии фон Гёсс (род. 1945). У них родилось 4 детей.
  - Альбрехт Геза Лихтенштейнский (28 мая 1940 — 5 августа 2017), был дважды женат. Имел 3 детей от обоих браков. В 1971 году сменил фамилию на фон Ландшкрон.
  - Барбара Лихтенштейнская (род. 9 июля 1942), 2 ноября 1973 года вышла замуж за Александра Карагеоргиевича (1924—2016). У них родился один сын.
- Константин Лихтенштейнский (23 декабря 1911 — 28 марта 2001), был дважды женат. Имел одну дочь от первого брака:
  - Моника Лихтенштейнская (род. 8 апреля 1942), 25 ноября 1960 года в Рио-де-Жанейро вышла замуж за Андре Франсишку Йордана (1933—2024), бизнесмена польско-еврейского происхождения. В 1969 году они развелись. У них родилось двое сыновей.[10]